# Хоф (Зале)
Хоф (нем. Hof, в.-луж. Dwórc) — город в Германии, в земле Бавария.
Подчинён административному округу Верхняя Франкония. Население составляет 46 286 человек (на 31 декабря 2010 года). Занимает площадь 58,02 км². Официальный код — 09 4 64 000.
В городе существует футбольная команда, выступающая в Баварской футбольной лиге.

## Население
По оценке на 31 декабря 2015 года население межрайонного города (городской общины) Хоф составляет 44 660 чел. 

| Дата      | 1840 | 1871  | 1900  | 1925  | 1939  | 1950  | 1961  | 1970  | 1987  | 2011  |
| --------- | ---- | ----- | ----- | ----- | ----- | ----- | ----- | ----- | ----- | ----- |
| Население | 9781 | 18308 | 36715 | 43544 | 47095 | 63871 | 59528 | 56838 | 51108 | 44759 |

| Год       | 1960  | 1970  | 1980  | 1990  | 2000  | 2009  | 2010  | 2011  | 2012  | 2013  | 2014  | 2015  |
| --------- | ----- | ----- | ----- | ----- | ----- | ----- | ----- | ----- | ----- | ----- | ----- | ----- |
| Население | 58595 | 56555 | 53180 | 52913 | 50741 | 46779 | 46286 | 44511 | 44461 | 44522 | 44325 | 44660 |

## Фотографии

Ратуша
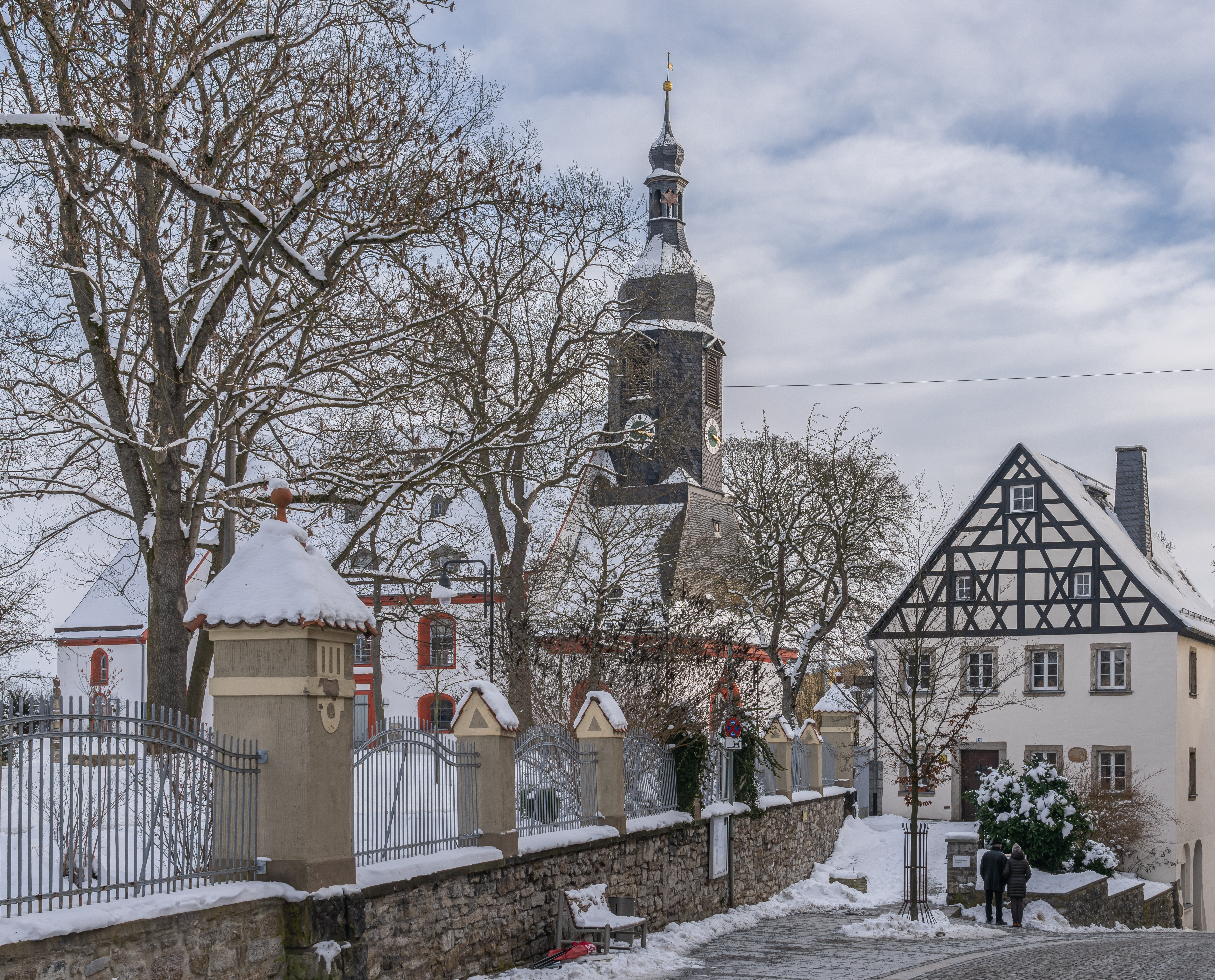
Церковь
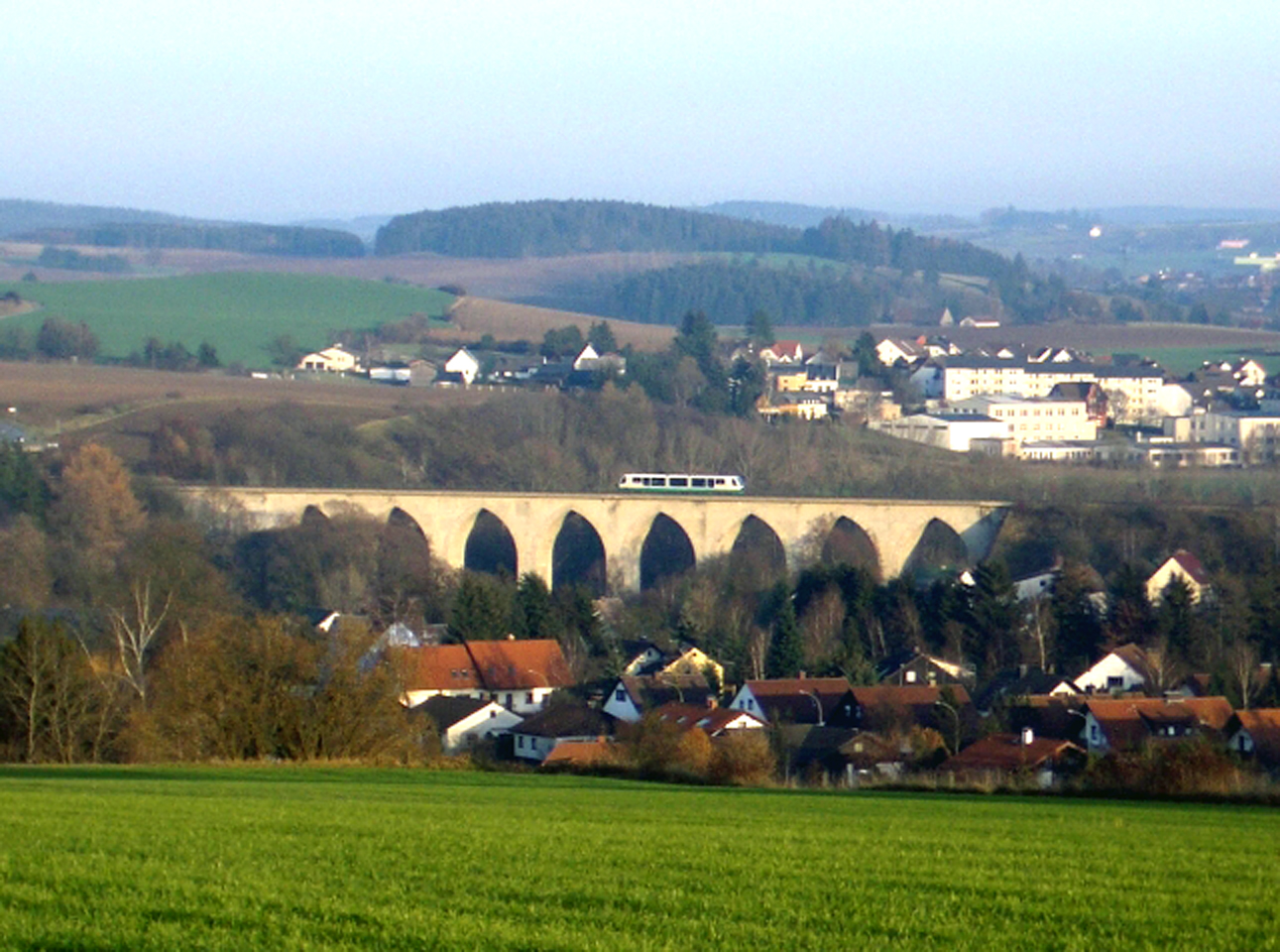
Мост